# Kansk
Kansk è una città della Russia siberiana centro-meridionale (Territorio di Krasnojarsk).
È situata sulla riva sinistra del fiume Kan (affluente dello Enisej), 247 km ad oriente del capoluogo Krasnojarsk. È capoluogo del rajon Kanskij, pur essendo amministrativamente dipendente direttamente dal kraj.

## Società

### Evoluzione demografica
Fonte: mojgorod.ru
- 1897: 7.500
- 1926: 19.000
- 1939: 42.200
- 1959: 73.800
- 1979: 100.600
- 1989: 109.600
- 2002: 103.000
- 2010: 96.600